# Pompholyx triloba
Pompholyx triloba is een raderdiertjessoort uit de familie Testudinellidae. De wetenschappelijke naam van deze soort is voor het eerst geldig gepubliceerd in 1957 door Pejler.